# Clarias planiceps
Clarias planiceps är en fiskart som beskrevs av Ng, 1999. Clarias planiceps ingår i släktet Clarias och familjen Clariidae. Inga underarter finns listade i Catalogue of Life.